# RIMBP2
RIMBP2‏ (RIMS binding protein 2) هوَ بروتين يُشَفر بواسطة جين RIMBP2 في الإنسان.